# Ronan Point
Ronan Point fue un conjunto de edificios residenciales construidos en Londres entre 1967 y 1968. 
Estos edificios estaban construidos con bloques prefabricados, una novedosa tecnología que se había iniciado en los países nórdicos construyendo torres. El 16 de mayo de 1968 una señora en el piso 18 se puso a calentar un té y un escape de gas produjo una explosión e hizo que los bloques del edificio hiciesen lo que en arquitectura se conoce como un derrumbe progresivo que provoca que varios bloques se derrumben uno encima de otro aplastando progresivamente las plantas inferiores. 
Lo de Ronan Point fue el final de la construcción de torres con bloques prefabricados en el Reino Unido. Los edificios del plan Ronan Point se fueron demoliendo progresivamente entre 1969 y 1980. En esta explosión murieron 4 personas y hubo varios heridos.
- Datos: Q1808373
- Multimedia: Ronan Point / Q1808373